# Bauhinia posthumi
Bauhinia posthumi är en ärtväxtart som först beskrevs av De Wit, och fick sitt nu gällande namn av Cusset. Bauhinia posthumi ingår i släktet Bauhinia och familjen ärtväxter. Inga underarter finns listade i Catalogue of Life.